# 紐約地鐵R179型列車
紐約地鐵R179型列車是美國紐約地鐵318列新技術列車，由加拿大龐巴迪運輸建造，供B分部各路線使用。此型號列車取了代所有餘下的R42和R32。
起初，R179型號訂單包括208節全長75英尺（23）的車廂。在2010－2014年資金計劃中，訂單改為290節全長60英尺（18）的車廂，與R143與R160列車相近，並可增訂130節車廂。絕大部分R179型列車原先預計以300英尺（91）長的五節一組車廂為主，因為R179型預計將取代75英呎長R44，組成300英呎長的4節一組列車。少量R179型列車組成240英尺（73）英呎長4節一組。2011年，訂單減至300節60英呎長列車，沒有額外的訂單。由於R44型提計退役，R32及R42盡用8節列車，故此絕大部分R179型列車因此改成四節一組車廂為主。
建造R179型的5.99億美元合約在2012年授予龐巴迪。當時首列R179型列車預計在2014年12月上線，最後一列則在2017年7月交付。然而由於建造過程中出現的問題，交付時間推遲了兩年，合約價升至7.35億美元。首列R179型於2016年9月交付，首班測試列車在2017年11月啟動。2017年12月測試列車通過了一個月的測試，容許其他R179型逐步投入服務。所有列車原先預計在2019年交付，但自2018年12月起部分車廂因缺陷而被迫下線。2019年1月一度暫停交付直至修好為止。